# Ivan Ratkić
Ivan Ratkić, né le 22 février 1986 à Zagreb, est un skieur alpin croate. Il court sur les cinq épreuves au niveau mondial.

## Biographie
Surnommé Grincek, il commence à l'âge de neuf ans et est d'abord entraîné par Nika Dim, père de Natko Zrnčić-Dim, autre skieur de l'équipe croate.
Membre du SK Medveščak à Zagreb, il commence sa carrière internationale en 2001 en participant à des courses FIS et dans la Coupe d'Europe en 2004. En 2005, il reçoit sa première sélection en championnat du monde à Bormio, où il court le slalom spécial et le slalom géant.
Aux Jeux olympiques d'hiver de 2006, il termine une course, le super G, au 36e rang. 
Il fait sa première apparition en Coupe du monde en novembre 2007 à Beaver Creek. Il marque son premier et seul point au même lieu sur le super combiné deux ans plus tard (30e place). Il obtient son meilleur résultat au niveau mondial aux Championnats du monde 2009 à Val d'Isère, où il prend la treizième place au super-combiné.
Il prend sa retraite sportive en 2010, année où il participe aux Jeux olympiques de Vancouver, où il se classe au mieux 26e sur le super G.

## Palmarès

### Jeux olympiques
| Édition / Épreuve | Descente | Super G | Slalom géant | Combiné |
| ----------------- | -------- | ------- | ------------ | ------- |
| JO 2006 Turin     | -        | 36e     | Abandon      | Abandon |
| JO 2010 Vancouver | 41e      | 26e     | -            | Abandon |

### Championnats du monde
| Édition / Épreuve         | Descente | Super G | Slalom géant | Slalom  | Super combiné |
| ------------------------- | -------- | ------- | ------------ | ------- | ------------- |
| Mondiaux 2005 Bormi       | -        | -       | Abandon      | Abandon | -             |
| Mondiaux 2007 Åre         | 45e      | 51e     | -            | -       | 31e           |
| Mondiaux 2009 Val d'Isère | -        | 31e     | -            | -       | 13e           |

### Coupe du monde
- Meilleur classement général : 154e en 2010.
- Meilleur résultat sur une manche : 30e.

| Saison/Classement | Général | Général | Combiné | Combiné |
| Saison/Classement | Class.  | Points  | Class.  | Points  |
| ----------------- | ------- | ------- | ------- | ------- |
| 2010              | 154e    | 1       | 49e     | 1       |